# Hubert Berchtold (Maler)

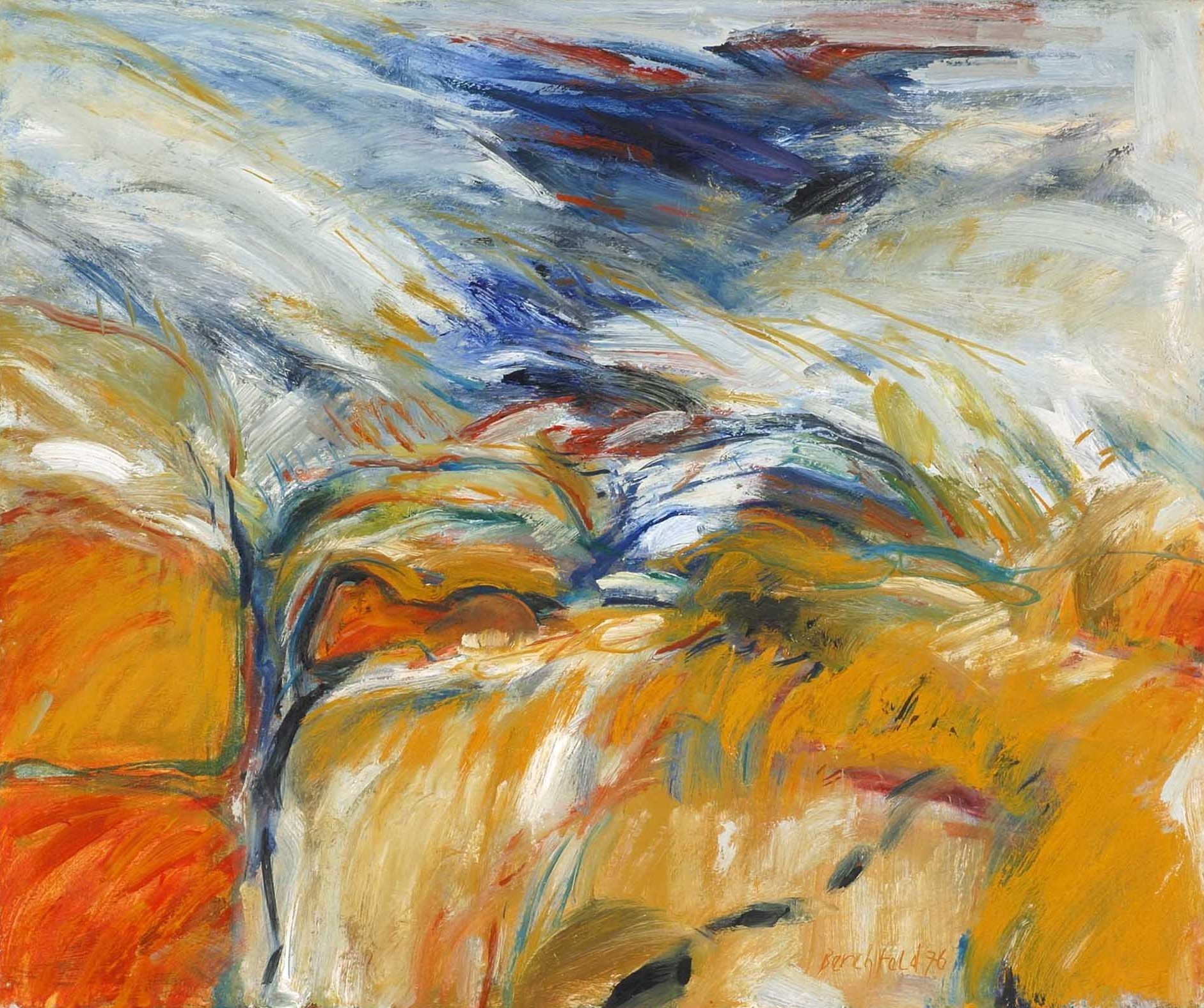
Huegel im Kornfeld, 1976

Hubert Berchtold (* 1. April 1922 in Andelsbuch; † 1. Dezember 1983 in Bregenz) war ein österreichischer Maler und Grafiker.

## Leben
Hubert Berchtold setzte sich erstmals während des Zweiten Weltkriegs mit der Malerei auseinander. Er war in Antwerpen stationiert. Im Jahr 1942 besuchte Berchtold dort den Abendkurs an der Kunstakademie, wo er Bekanntschaft mit dem belgischen Maler Constant Permeke machte. Ab 1946 besuchte er den Abendakt an der Akademie der Bildenden Künste Wien bei Herbert Boeckl, ab 1947 studierte er an der Akademie der bildenden Künste bei Josef Dobrowsky, 1949 kehrte er nach Bregenz zurück.
Durch die künstlerischen Anregungen, die Berchtold auf seinen Reisen durch Frankreich, Spanien und Marokko in den 1950er Jahren erfuhr, entwickelte er erstmals einen eigenen künstlerischen Stil, der noch deutlich vom deutschen Expressionismus beeinflusst ist, aber auch Anregungen der französischen Malerei besonders Picassos und Georges Rouaults zeigt.
Mit dem Beginn der Insekten-Serie und der Serie der Stillleben und Flaschen gelang ihm in den 1960er Jahren die Entwicklung einer eigenständigen Bildsprache, in der sich Figuration und abstrakte Bildgestaltung die Waage halten. Seine starkfarbigen Figuren und Raumserien und die Etrusker-Serie der 1970er Jahre sind dynamische Kompositionen, die Gegenstände und Figuren in Bewegung setzen und auch sein Interesse am menschlichen Körper widerspiegeln.
Ab 1973 unternahm er zahlreiche Aufenthalte in Spanien und einen ersten Besuch der andalusischen Stadt Ronda. Die Beschäftigung mit Südspanien brachte eine neue Hinwendung zur Landschaft, es entstanden zahlreiche Gouachen und Ölbilder mit landschaftlichen Motiven. 1973 gestaltete er in der Serie „Cueva de la Pileta“ seine Auseinandersetzung mit der Prähistorie, in der Serie „Hunde“ eine Metapher des Todes. 1975 richtete er ein eigenes Atelier in Ronda ein, dort arbeitete er bis zu seinem Tod im Jahr 1983 mehrere Monate im Jahr. 
Seit den 1960er Jahren realisierte Berchtold zahlreiche Aufträge für den öffentlichen Raum und die Gestaltung von Glasfenstern für sakrale Räume, besonders in Vorarlberg, Österreich. Sein letztes großes Werk im öffentlichen Raum ist die Gestaltung des Festsaals des Vorarlberger Landhauses durch einen Bilderfries aus 51 Bildtafeln, in der er eine Art imaginärer Landschaft realisierte.

## Werke Sakral
- 1963–1964: Glasmosaikfenster: Johannes-Nepomuk-Kirche in Lorüns[1]

## Auszeichnungen
- 1948: Preis der Stadt Wien.
- 1949: Österreichischer Staatsförderungspreis.
- 1966: Hugo-von-Montfort-Preis der Landeshauptstadt Bregenz.
- 1968: Theodor Körner-Preis des Bundesministeriums für Unterricht und Kunst.
- 1980: 1. Preis beim Wettbewerb zur Ausgestaltung des neuen Landhaus-Festsaals in Bregenz.
- 1982: Konstanzer Kunstpreis

## Ausstellungen
- xx. –18. August 2013: Retrospektive Hubert Berchtold. Im Palais Thurn und Taxis in Bregenz.